# Sorbus caloneura
Sorbus caloneura là loài thực vật có hoa trong họ Hoa hồng. Loài này được (Stapf) Rehder miêu tả khoa học đầu tiên năm 1915.